# Cantó de Sent Laurenç dau Medòc
El cantó de Sent Laurenç dau Medòc és un cantó francès del departament de la Gironda, situat al districte de L'Esparra. Té 3 municipis i el cap és Sent Laurenç dau Medòc.

## Municipis
- Carcan
- Hortin
- Sent Laurenç dau Medòc

## Història
| Data d'elecció                           | Identitat           | Partit           | Qualitat |
| ---------------------------------------- | ------------------- | ---------------- | -------- |
| 1945-1961                                | Henri Destouesse    | PRRRS            |          |
| 1961-1986                                | Aymar Achille-Fould | UDF              |          |
| 1986-2004                                | Michel Faure        | RPR, després UMP |          |
| 2004-                                    | Henri Laurent       | PS               |          |
| les dades anteriors no són pas conegudes |                     |                  |          |
|                                          |                     |                  |          |

## Demografia
| 1962  | 1968  | 1975  | 1982  | 1990  | 1999  | 2006  |
| ----- | ----- | ----- | ----- | ----- | ----- | ----- |
| 4.967 | 5.231 | 5.508 | 6.186 | 6.913 | 7.241 | 8.091 |